# Konstantstrømsdiode
En konstantstrømsdiode er en elektronisk enhed, som begrænser strømmen til en maksimalt specificeret værdi for enheden. En konstantstrømsdiode har flere anvendte akronymer CLD (fra engelsk current-limiting diode og CRD (fra engelsk current-regulating diode).
Konstantstrømsdioder udgøres af en n-channel JFET med gate-elektroden kortsluttet til source-elektroden, som fungerer ligesom en toterminal strømbegrænser eller strømkilde (analog til en spændingsbegrænsende zenerdiode).  Konstantstrømsdioder tillader strømmen gennem dem til et vist niveau, og herover holdes strømmen på en bestemt værdi.  I modsætning til zenerdioder, holder disse dioder strømmen konstant i stedet for spændingen konstant. Konstantstrømsdioder holder strømmen konstant gennem dem næsten uafhængig af spændingen over dem. Et eksempel er 1N5312. Bemærk at en negativ VGS forudsættes. Et eksempel på en n-type JFET med negativ VGS er 2N5457.